# نادي إيسبيرغ
نادي إيسبيرغ (بالدنماركية: Esbjerg forenede Boldklubber)‏ وهو نادي كرة قدم دنماركي تأسس في سنة 1924 هذا النادي يتمركز في مدينة إيسبيرغ غرب يوتلاند اسم ملعبه هو بلو ووتر آرينا و يستوعب 18 ألف متفرج فاز هذا النادي بالدوري الدنماركي 5 مرات وفاز 3 مرات بكأس الدنمارك يلبس لاعبي هذا النادي القميص الأبيض والأزرق و يلبس قمصان شركة نايكي.

## وصلات خارجية
- الموقع الرسمي